# 니조 다메코
니죠 타메코/이시(일본어: 二条 為子 にじょう ためこ/いし[*])는 가마쿠라 시대 후기, 니죠파의 대표적 가인이다. 증종3위 이시/타메코 (贈従三位為子)라고도 불린다. 가성 후지와라노 사다이에의 적통자손으로, 가단의 오고쇼 니죠 타메요의 딸이다. 황태자 타카하루 친왕 (후의 고다이고 천황)의 비이다.
처음에는 유기몬인 (레이시 내친왕)을 모셨고, 고니조 천황의 텐지를 지내는 등, 중직을 역임했다. 이를 전후해, 1300년대 후반즈음부터, 타메코와 마찬가지로 와카의 명수인 타카하루 친왕과 교제를 시작해, 도쿠지 3년 (1308년)의 고니조 천황의 붕어에 따라, 타카하루가 황태자가 됨으로써, 타메코도 황태자비가 되었다. 타카하루와는 금슬이 좋아, 1황자인 1품 나카츠카사노쿄 타카요시 친왕이나, 남조 최대의 가인인 남조 정이대장군 무네요시 친왕 (천대좌주 손토 법친왕) 등을 두었으나, 타카하루가 즉위 하기 전에 요절하였다. 타메코가 죽은 후, 즉위 한 고다이고는 니죠파의 비호자가 되어 진흥에 힘썼다. 결과, 고다이고를 경애하고 무가가인으로도 걸출했던 무로마치 막부 초대 정이대장군 아시카가 타카우지 등을 통해, 니죠파는 중세, 근세, 근대의 500년 이상에 걸쳐 가단을 주도하였다.
그 가풍은 「부드러운 노래(やさしき歌)」로 평가되어, 『신고센와카슈(新後撰和歌集)』 이하 칙찬와카집에 총 71수가 들어가있다. 후세의 칸제 노부미츠의 노 『모미지가리(紅葉狩)』 (무로마치 시대 중기) 등에 영향을 주었다. 키료카 (羇旅歌, 여정의 노래)에도 뛰어나, 스미다가와를 제목으로 한 노래가 『명소 와카 백인일수(名所和歌百人一首)』 (조쿄 3년 (1686년) 9월)에 찬출되었다. 우타 외에 한학의 소양도 있고, 서예에도 뛰어나 만능의 사람이었기 때문에, "명예의 뇨보 (위대한 여인)"으로 칭송받았다.

## 같이 보기
- 쿄고쿠 타메코 - 쿄고쿠파의 대표적 가인. 쿄고쿠 타메카네의 누나. 지묘인통의 하나조노 천황의 유모. 동성동명 (후지와라노 이시/타메코)ㆍ동시대ㆍ동분야ㆍ동가계의 인물이 있지만, 전혀 다른 사람으로, 정치적으로나 가풍적으로나 대립관계에 있었다.
- 니죠 토우시/후지코 - 타메코의 조카로, 사이온지 키시의 중궁 선지ㆍ칙찬가인ㆍ고다이고 천황의 측실ㆍ카네요시 친왕의 어머니.